# Scolecoseps
Genre
Scolecoseps est un genre de sauriens de la famille des Scincidae.

## Répartition
Les espèces de ce genre se rencontrent se rencontrent en Tanzanie et au Mozambique.

## Liste des espèces
Selon The Reptile Database (5 décembre 2012) :
- Scolecoseps acontias (Werner, 1913)
- Scolecoseps boulengeri Loveridge, 1920
- Scolecoseps litipoensis Broadley, 1995

## Publication originale
- Loveridge, 1920 : Notes on East African lizards collected 1915-1919, with description of a new genus and species of skink and new subspecies of gecko. Proceedings of the Zoological Society of London, vol. 1920, p. 131-167 (texte intégral).